# ブランドン・ウッド
リチャード・ブランドン・ウッド（Richard Brandon Wood, 1985年3月2日 - ）は、アメリカ合衆国テキサス州オースティン出身の元プロ野球選手（三塁手）。右投右打。

## 経歴

### プロ入りとエンゼルス時代
2003年、全米高校代表チームに選出されるなど、アマチュア時代から注目を集める。同年6月3日、アナハイム・エンゼルスから1巡目（全体23位）でドラフト指名を受け、6月6日契約成立。この年からルーキー級でプレーを始める（61試合出場）。
2005年、A＋とAAAトータルで134試合 ・ 打率.321 ・ 43本塁打 ・ 116打点 ・ 出塁率.381 ・ OPS 1.048と言うハイレベルな数字を叩き出し、7月10日フューチャーズ・ゲームに出場。カリフォルニア・リーグのMVPとチーム内のマイナーリーグ・プレーヤー・オブ・ザ・イヤー、MiLB.com が選ぶマイナーリーグ・オフェンシブ・プレーヤー・オブ・ザ・イヤーの三賞に輝いた。また、オフのウィンターリーグではアリゾナ・フォール・リーグのオールプロスペクト・チームにも選出されている。シーズン終了後チーム内の有望株リストで1位にランクされ、ベスト・パワーヒッターに挙げられた。
2006年は、AA級で118試合出場。好成績を挙げ、6月20日はテキサスリーグのミッドシーズン・オールスターに、8月28日には同リーグのポストシーズン・オールスターに出場した。ベースボール・アメリカ誌と Topps 社のAA級オールスターにも選ばれた。前年に引き続き2年連続でチーム内のマイナーリーグ・プレーヤー・オブ・ザ・イヤーを受賞した他、有望株リストで1位にランクされ、ベスト・パワーヒッターに挙げられた。
2007年4月26日、メジャー初昇格。即日タンパベイ・レイズ戦において九番打者・三塁手としてスタメン起用され、デビュー戦は4打数無安打（2三振）に終わったが、29日のシカゴ・ホワイトソックス戦ではレフト前に初安打を放っている。その後はマイナー降格と再昇格を何度か繰り返したが、AAA級で111試合 ・ 打率.272 ・ 23本塁打 ・ 77打点と結果を出すと8月22日以降はメジャーに定着した
。壁は厚く、わずか13試合の出場に留まったものの、シーズン終了後有望株リストで1位にランクされ、3年連続でベスト・パワーヒッターに挙げられた。
これ以後、マイナーリーグで好成績を挙げるものの、メジャーリーグでは結果を残せないシーズンが続く。2010年はメジャーで過去最多の81試合に出場したが、.146という極端な低打率に終わった。2010年のウッドのOPS.382は、1912年以降に年間200打席以上を得たメジャーリーグ選手の中で歴代最低である。

### パイレーツ時代
2011年4月22日に、ウェイバーでピッツバーグ・パイレーツに移籍した。同年は2チーム合計で自己最多の105試合に出場し、打率（.216）や本塁打（7）など、主要な打撃指標でいずれも自己最高の成績を残した。2011年11月2日にFAとなった。結果的に同年がメジャーリーグでプレーした最後のシーズンとなった。

### ロッキーズ傘下時代
11月17日、コロラド・ロッキーズとマイナー契約を結んだ。2012年はロッキーズ傘下AAAのコロラドスプリングス・スカイソックスでプレーした。オフの11月3日にFAとなった。

### ロイヤルズ傘下時代
2012年11月16日、カンザスシティ・ロイヤルズとマイナー契約を結んだ。

### オリオールズ傘下時代
2013年5月9日、ロイヤルズからボルチモア・オリオールズに移籍した。シーズン終了後にFAとなった。

### パドレス傘下時代
2013年12月にサンディエゴ・パドレスとマイナー契約を結んだが、シーズン開幕前の2014年3月21日に放出された。

### 独立リーグ
2014年は独立リーグのシュガーランド・スキーターズと契約して25試合に出場したが、82打数8安打、打率.098と成績が低迷し、引退を決意した。

### 引退後
2016年3月、マイナーリーグのトリシティ・ダストデビルズ（ショートシーズンA級）の監督となることが報じられた。

## 選手としての特徴
ベースボール・アメリカ誌の有望株リストでは2006年版3位、2007年版8位、2008年版16位にランクインし、「次代のカル・リプケン・ジュニア」と評されるなど大きな期待を受けていた選手だった。しかしマイナーリーグで好成績を残してもメジャーリーグに昇格すると打撃が通用しなかった。メジャーでの通算打率は.186である。
引退後の取材で、現役当時は大きな期待が重圧となって精神的に変調をきたし、不安感や不眠や目まいなどに悩まされていたと語っている。

## 詳細情報

### 年度別打撃成績
| 年 度     | 球 団     | 試 合 | 打 席 | 打 数 | 得 点 | 安 打 | 二 塁 打 | 三 塁 打 | 本 塁 打 | 塁 打 | 打 点 | 盗 塁 | 盗 塁 死 | 犠 打 | 犠 飛 | 四 球 | 敬 遠 | 死 球 | 三 振 | 併 殺 打 | 打 率 | 出 塁 率 | 長 打 率 | O P S |
| --------- | --------- | ----- | ----- | ----- | ----- | ----- | -------- | -------- | -------- | ----- | ----- | ----- | -------- | ----- | ----- | ----- | ----- | ----- | ----- | -------- | ----- | -------- | -------- | ----- |
| 2007      | LAA       | 13    | 33    | 33    | 2     | 5     | 1        | 0        | 1        | 9     | 3     | 0     | 0        | 0     | 0     | 0     | 0     | 0     | 12    | 0        | .152  | .152     | .273     | .424  |
| 2008      | LAA       | 55    | 157   | 150   | 12    | 30    | 4        | 0        | 5        | 49    | 13    | 4     | 0        | 1     | 1     | 4     | 0     | 1     | 43    | 3        | .200  | .224     | .327     | .551  |
| 2009      | LAA       | 18    | 46    | 41    | 5     | 8     | 1        | 0        | 1        | 12    | 3     | 0     | 0        | 1     | 0     | 3     | 0     | 1     | 19    | 3        | .195  | .267     | .293     | .559  |
| 2010      | LAA       | 81    | 243   | 226   | 20    | 33    | 2        | 0        | 4        | 47    | 14    | 1     | 0        | 8     | 1     | 6     | 0     | 2     | 71    | 3        | .146  | .174     | .208     | .382  |
| 2011      | LAA       | 6     | 15    | 14    | 1     | 2     | 1        | 0        | 0        | 3     | 0     | 0     | 0        | 1     | 0     | 0     | 0     | 0     | 8     | 1        | .143  | .143     | .214     | .357  |
| 2011      | PIT       | 99    | 257   | 236   | 25    | 52    | 9        | 0        | 7        | 82    | 31    | 0     | 0        | 1     | 1     | 19    | 2     | 0     | 65    | 5        | .220  | .277     | .347     | .625  |
| '11計     | PIT       | 105   | 272   | 250   | 26    | 54    | 10       | 0        | 7        | 85    | 31    | 0     | 0        | 2     | 1     | 19    | 2     | 0     | 73    | 6        | .216  | .270     | .340     | .610  |
| 通算：5年 | 通算：5年 | 272   | 751   | 700   | 65    | 130   | 18       | 0        | 18       | 202   | 64    | 5     | 0        | 12    | 3     | 32    | 2     | 4     | 218   | 15       | .186  | .225     | .289     | .513  |

### 背番号
- 32 (2007年 - 同年途中)
- 3 (2007年途中 - 2011年途中)
- 2 (2011年途中 - 同年)

## 参考資料
1. 1 2  “Awards/Honors:” (英語). MiLB.com. 2008年3月29日閲覧。
2. ↑  “Ages are as of April 1, 2006. Top Ten Prospects: Los Angeles Angels , BEST TOOLS” (英語). Baseball America.com (2006年2月3日). 2008年3月29日閲覧。
3. ↑  “Ages are as of April 1, 2007. Top 10 Prospects Los Angeles Angels , BEST TOOLS” (英語). Baseball America.com (2006年12月4日). 2008年3月29日閲覧。
4. ↑  “Scouting Report , Transactions / Injuries / Suspensions” (英語). sportsnet.ca. 2008年3月29日閲覧。
5. ↑  “Ages are as of April 1, 2008. Top 10 Prospects Los Angeles Angels , BEST TOOLS” (英語). Baseball America.com (2008年1月28日). 2008年3月29日閲覧。
6. 1 2 3 4 5 6 7  Ted Berg (2016年3月30日). “Former MLB megaprospect Brandon Wood begins life as a minor league manager”. USA Today 2019年4月25日閲覧。
7. ↑  “All-Time Top 100 Prospects” (英語). Baseball America.com (2007年2月28日). 2008年3月29日閲覧。
8. ↑  “Top 100 Prospects: No. 1-20” (英語). Baseball America.com (2008年2月25日). 2008年3月29日閲覧。